# Ate de Jong
Pour les articles homonymes, voir de Jong.
Ate de Jong, né en 1953 à Aardenburg, aux Pays-Bas, est un réalisateur et producteur de cinéma néerlandais.

## Biographie
Ate de Jong est le producteur des films La Découverte du ciel (2001) et Het bombardement (nl) (2012), tous deux sélectionnés aux Gouden Kalf.
Il est le père de l'actrice Mea de Jong.

## Filmographie partielle

### Comme réalisateur
- 1976 : Alle dagen feest (nl)
- 1977 : Blindgangers (nl)
- 1978 : Dag Dokter
- 1980 : Bekende gezichten, gemengde gevoelens (nl)
- 1981 : Een vlucht regenwulpen (nl)
- 1983 : Brandende liefde (nl)
- 1986 : In de schaduw van de overwinning (nl)
- 1991 : Drop Dead Fred
- 1992 : L'Autoroute de l'enfer (Highway to Hell)
- 1995 : All Men Are Mortal
- 1996 : Wenn ich nicht mehr lebe
- 1997 : Wenn der Präsident 2x klingeltAte de Jong en 2014.
- 2002 : Fogbound
- 2011 : Ek lief jou
- 2012 : Het bombardement (nl)

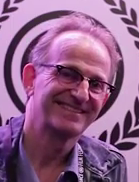
Ate de Jong en 2014.

- 2014 : Deadly Virtues: Love.Honour.Obey.
- 2016 : Love is thicker than water

### Comme producteur
- 2001 : La Découverte du ciel (The Discovery of Heaven)
- 2012 : Het bombardement (nl)